# Fanuel Kenosi
Pour les articles homonymes, voir Fanuel (homonymie).
Fanuel Kenosi (né le 3 mai 1988 à Palapye) est un athlète du Botswana, spécialiste du 200 m.

## Biographie
Son meilleur temps, également record national, est de 20 s 72, obtenu à Addis-Abeba le 4 mai 2008 (médaille de bronze).
Il a participé aux Jeux olympiques à Pékin et aux Championnats du monde à Berlin.
Il détient également le record du Botswana du relais 4 × 100 m battu à deux reprises, la seconde fois en 39 s 09 pour remporter une médaille de bronze aux Jeux africains de Maputo en 2011.